# جيان لو كلارك
جيان لو كلارك (و. 1657 – 1736 م) هو عالم عقيدة، ومترجم، ومؤرخ، وصحفي، وفيلسوف، وأستاذ جامعي من جمهورية جنيف، ولد في جنيف، توفي في أمستردام، عن عمر يناهز 79 عاماً.

## روابط خارجية
- جيان لو كلارك على موقع الموسوعة البريطانية (الإنجليزية)